# 桃園市交通
桃園市為北台灣人口第三多之臺灣主要城市，與週邊的衛星城市構成桃園中壢都會區，全市的交通流量十分龐大，因此每逢尖峰時段或假日，經常會有大量人潮、車潮於市區內或城際之間流動，導致市區、高速公路、快速道路內許多重要道路時常出現交通阻塞的情形。大眾運輸部分，目前桃園市公車有多條營運路線，形成密集之公車路網，服務大眾。
由於近年桃園市人口以臺灣人口增長率第一之速度快速增加，現有交通設施早已不足以服務市內人潮，於是自1990年代初，中華民國政府便規劃包含桃園市在內之主要城市（臺北市、高雄市、臺中市、桃園市、新竹市、嘉義市、臺南市）興建大眾捷運系統。然而進入2000年代後，中央政府及各級地方政府財政狀況快速惡化，無力大規模興建捷運系統，使得桃園捷運計畫延宕二十餘年，現有之交通設施早已不足以服務縣內龐大人潮、車潮，所幸於機場線展開興建後，陸續展開橘線、藍線、綠線、棕線、鐵路地下化計畫等計畫，其中藍線及機場線除環北至中壢車站該段興建中之外，其餘已興建完成並於2017年3月2日開始營運通車，綠線亦已進入實質動工階段。捷運路網完工後，預計可大大解決桃園市長年之空氣汙染及交通問題，成為臺灣第三個擁有大眾捷運系統之城市。
另外，因臺北松山機場發展至1970年代時，其東側與北側為基隆河岸，西側及南側又緊鄰市區，已經無法擴建，且松山機場本身也僅有一條主跑道，早已無法負荷大量航機服務，於是自1970年代起興建桃園國際機場，並於1979年2月26日正式啟用，發展三十餘年後，桃園國際機場成為臺灣最大、最重要之聯外機場，使桃園市成為臺灣重要航空樞紐，帶動國家發展。
自中山高速公路開通後，政府陸續於桃園地區興建國道二號、國道三號、西部濱海快速公路、東西向快速道路，並規劃新建國道一甲、國道二甲，使桃園市民可使用國道通往全市各處，建造便捷之公路路網。
此外，桃園市亦因地處通往臺北都會區之要道，並建有便捷交通路網，故成為全國重要的交通樞紐之一。
桃園市現有的交通建設主要包括：
- 一機：臺灣桃園國際機場
- 三快：台66線、西部濱海快速公路、台31線
- 三高：中山高速公路、福爾摩沙高速公路、桃園環線
- 三鐵： 臺灣鐵路、 台灣高鐵、桃園捷運
- 五省道：台1線、台3線、台4線、台7線、台15線

## 城際鐵路

### 臺灣鐵路

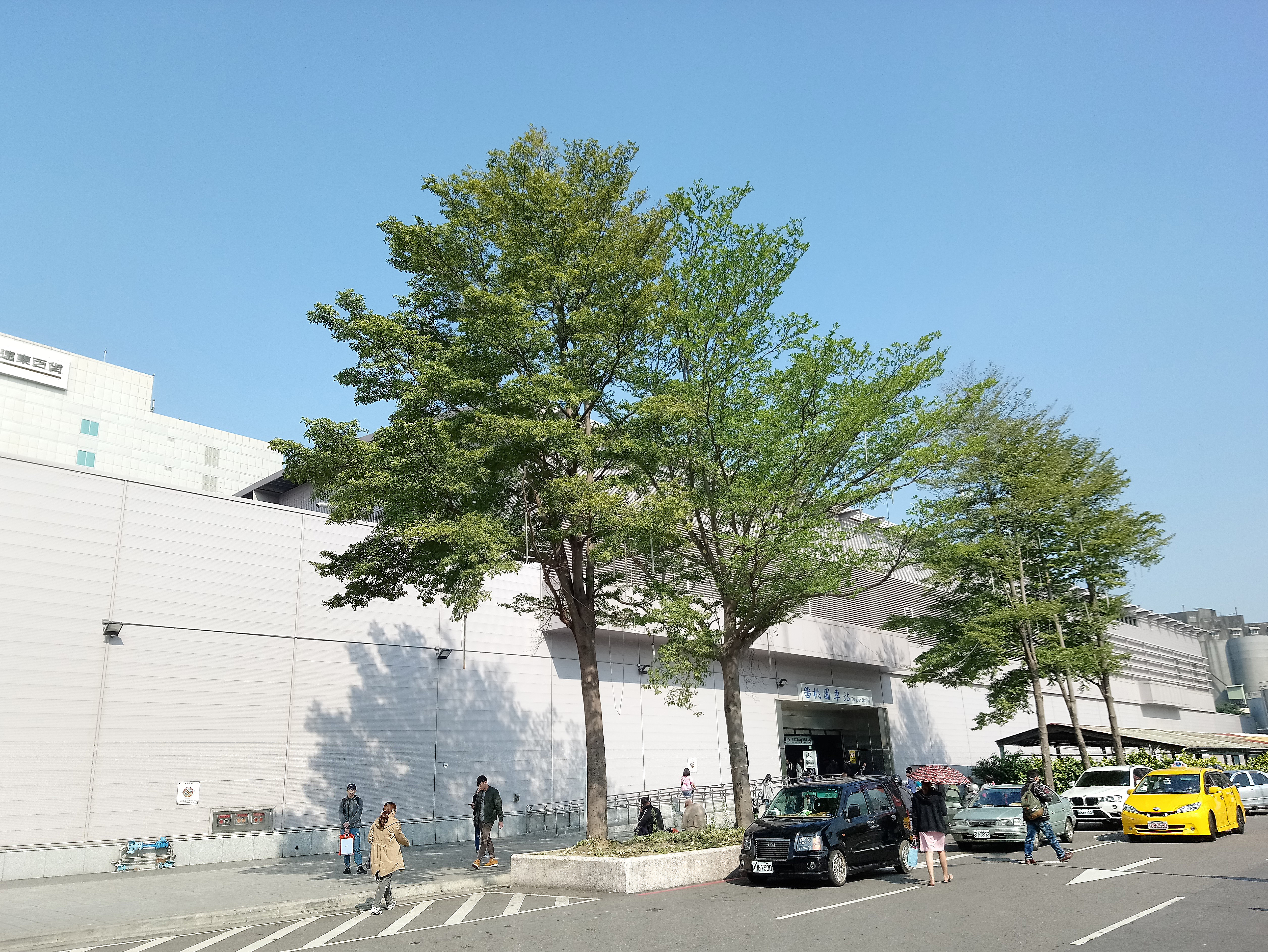
台鐵桃園車站

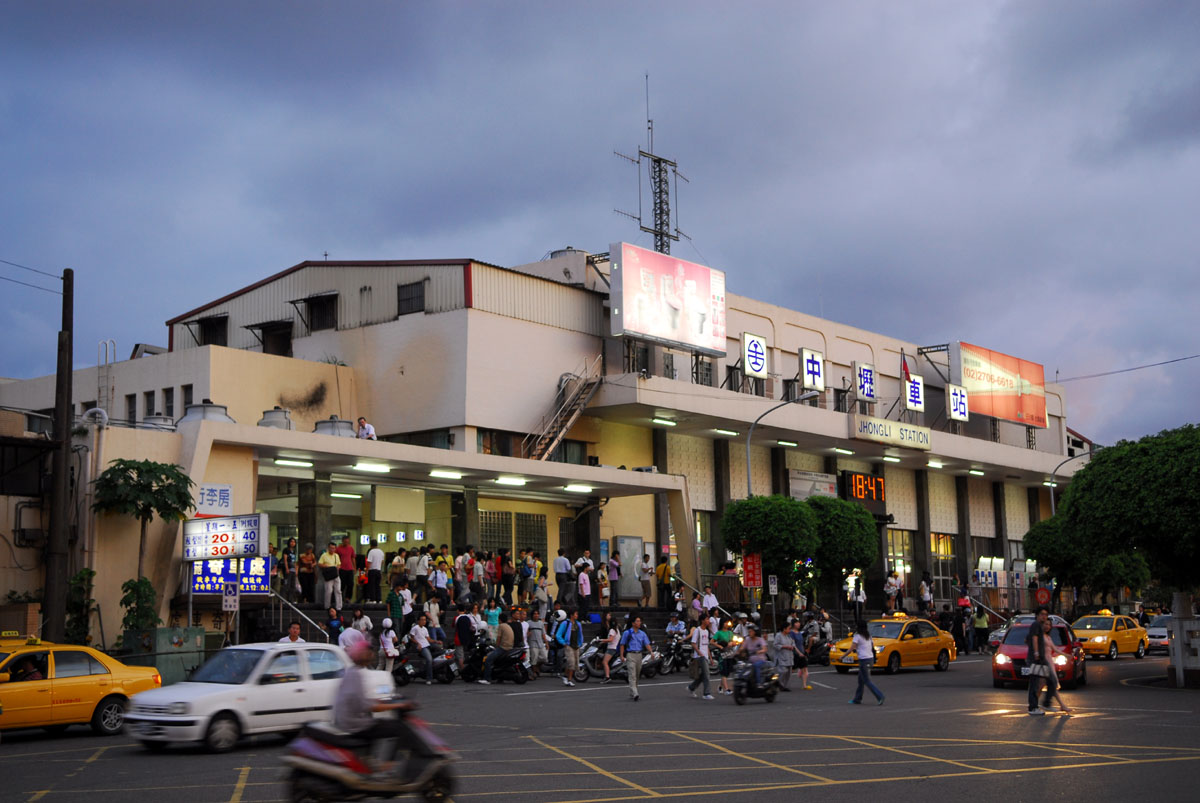
台鐵中壢車站

- 臺灣鐵路縱貫線（桃園 - 中路 - 桃園醫院 - 內壢 - 中原 - 中壢 - 平鎮 - 埔心 - 楊梅 - 富岡 - 新富）

縱貫線在桃園市內呈東北－西南走向，連接桃園、中壢兩大核心都市區以及負擔往來臺北都會區之旅途需求。其中桃園車站及中壢車站為一等站，兩大車站分別為北、南桃園之交通樞紐，日進出人次在全台灣的台鐵車站中分別高居第二、三位；內壢車站、埔心車站、楊梅車站、富岡車站四站則為三等站，其中內壢車站為臺鐵日進出人次最多的三等站。
目前鐵路地下化進行細部設計中，將現有的桃園車站、內壢車站與中壢車站改建為地下車站，並增設中路車站、桃園醫院車站、中原車站及平鎮車站四座通勤車站。
- 臺灣鐵路林口線（桃園 - 桃園高中 - 寶山 - 南祥 - 五福 - 長興 - 海山 - 海湖）（已廢線）

原是為了載運燃煤至林口火力發電廠及附近水泥工廠而設置，於1968年1月1日通車。在2005年時，桃園市政府以合作方式向臺鐵租用了兩列列車，並由其出資在林口線沿線增設數個簡易的客運用車站，命名為桃林鐵路，屬兼辦客運性質，晨昏一返復。為配合縱貫線桃園都會區鐵路立體化工程，已於2013年1月停駛。

### 台灣高鐵

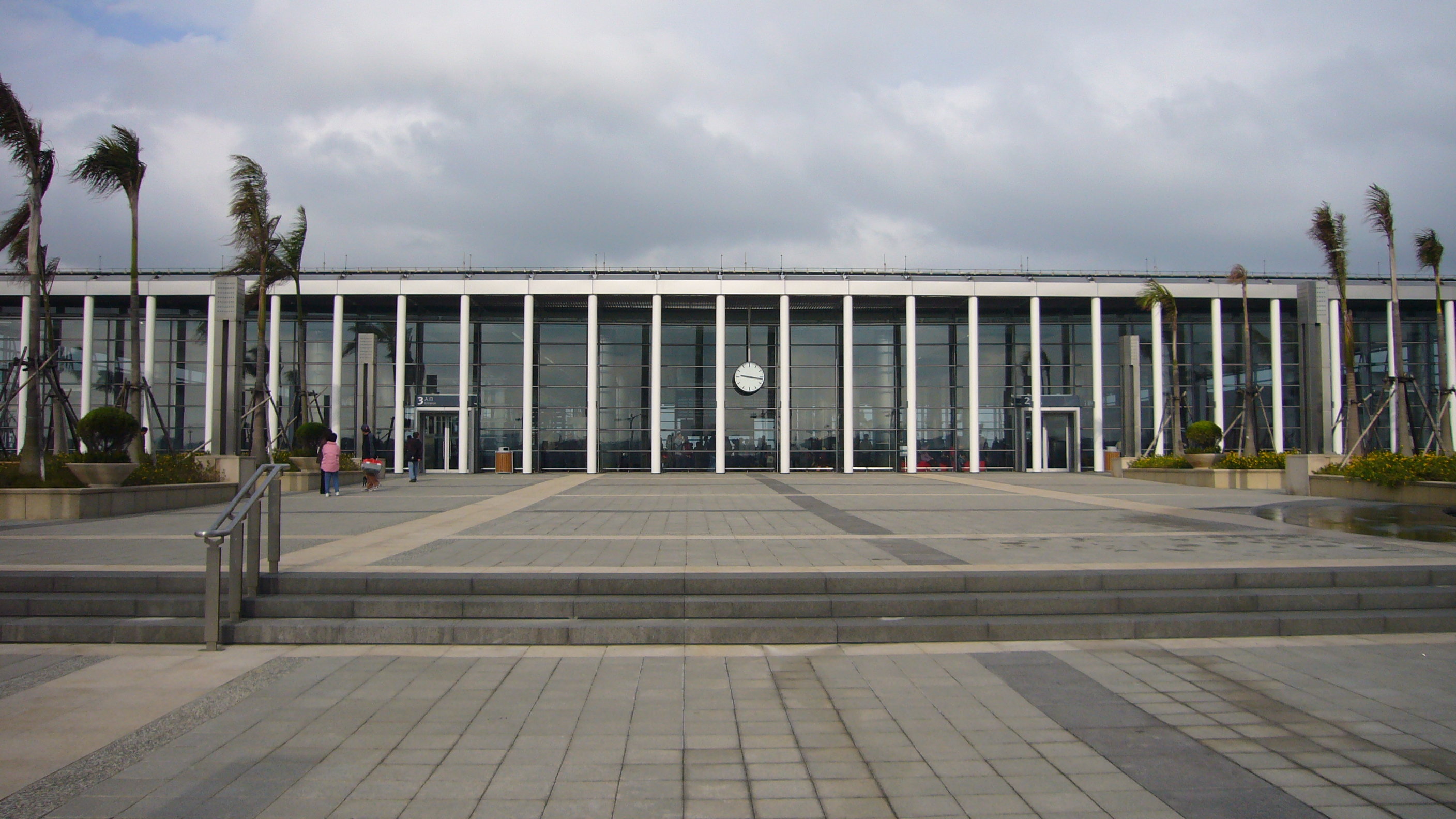
高鐵桃園站

高鐵桃園站位於桃園市中壢區青埔，為一地下車站，可迅速前往臺北、臺中、高雄等臺灣西部主要城市，與捷運機場線共站，可轉乘捷運前往桃園國際機場、中壢區等地。

## 大眾運輸

### 大眾捷運
因應桃園市人口之快速成長與城市發展，中華民國政府早於1990年代規劃桃園都會區大眾捷運系統，而該系統於2006年捷運機場線開工後迅速發展，2017年捷運機場線完工通車，另捷運綠線也於2014年7月通過環評，高架段已於2018年10月動工，則地下段分別於2019年9月、10月動工。全系統由臺北市政府捷運工程局、交通部高速鐵路工程局捷運工程處、桃園市政府捷運工程局等機關興建，由桃園市政府、新北市政府、臺北市政府合資成立之桃園大眾捷運股份有限公司經營。本系統於2017年展開營運，成為臺灣第三座大眾捷運系統。
另因應城市交通之便利性，新北捷運三鶯線則規劃經新北市進入桃園市八德區之路線，以服務沿線人口，並與捷運綠線做連結。
- 桃園捷運
  -  機場線
  -  綠線
  -  橘線
  -  棕線
- 新北捷運
  -  三鶯線

### 公車

#### 桃園市公車
以每段18元收費或以里程數進行收費，主要行駛於較繁榮的市區。可大致分為桃園區公車、中壢區公車，以及跨越桃園市各區的桃園市幹線公車三類。

#### 臺北市聯營公車
由臺北市和新北市經營的一些公車路線也會行經桃園市境內。主要行經區域為龜山區迴龍地區、林口長庚地區以及蘆竹區南崁地區。

#### 公路客運
由於桃園市各區的分布關係，大部分境內各區的橫向交通和跨縣市（臺北市、新北市、新竹市和新竹縣）的公車路線均由公路客運來互相聯繫。其主要經營業者有桃園客運、中壢客運和新竹客運。

#### 國道客運
桃園市境內的國道客運轉運點通常位於交流道附近，主要的有林口站（實際位於龜山區）、桃園（南崁）站、中壢站和龍潭站。此外，針對其他各縣市有搭機需求的民眾，桃園國際機場獨自形成國道客運的聚集點。

#### 免費市民公車
為照顧境內偏遠地區和一般公車不易抵達的地區的市民，由市政府交通局整合升格改制前各鄉鎮市原有的免費公車，以全新的「樂活巴（LOHAS Bus）」為名，並視需求和針對沒有免費公車的區開闢新路線。目前境內13個區皆有免費公車行駛，路線共有92條。

## 纜車

### 慈湖觀光纜車
慈湖觀光纜車原為桃園市內預定於2015年建成的纜車系統，簡稱慈湖纜車，預定以觀光纜車的方式，串聯石門水庫南苑到慈湖地區的旅遊景點，帶動桃園市東都心（大溪區、龍潭區、復興區）整體觀光發展，並規劃慈湖站、溪洲山站、南宛站、壩頂站四個站點，但因環評不易通過等因素，宣布暫緩實施。

## 道路

### 高速公路
桃園市目前計畫有5條國道經過，目前共通車3條，為國道一號、國道三號、國道二號（機場支線、桃園內環線），未來預計新增國道一甲（桃園航空城北側聯外高速公路）、大園支線（國道二甲），重複計算多方向交流道，含規劃與興建中共有25個交流道。
國道一號（中山高）大致以東北-西南走向穿越桃園市，行經桃園、中壢、平鎮、楊梅等精華地區，並設有林口、桃園、機場系統、內壢、中壢轉接道、中壢平鎮系統、幼獅及楊梅、楊梅端等交流道或端點，並有中壢服務區。五股楊梅高架橋為國道一號五股至楊梅的高架拓寬路段，於2013年全線通車，是為了解決國道一號北部五股到中壢路段嚴重壅塞問題而興建。
國道三號（福高）經過桃園市南部，大致與國道一號平行，設有大溪、龍潭交流道兩個交流道。
國道二號全線呈西北至東南走向，貫穿桃園市北部，連接國道一號與國道三號並可通往桃園國際機場。以國道一號為界，西段（機場端—機場系統）稱機場支線、東段（機場系統—鶯歌系統）則稱桃園內環線。
| 交流道        | 連接道路  |
| ------------- | --------- |
| 41 林口       | 市道105號 |
| 49 桃園       | 台4線     |
| 52 機場系統   | 國道二號  |
| 57 內壢       | 市道110甲 |
| 59 中壢轉接道 | 五楊高架  |
| 62 中壢       | 市道114號 |
| 65 平鎮系統   | 台66線    |
| 67 幼獅       | 青年路    |
| 69 楊梅       | 台1線     |
| 70 校前路     | 校前路    |
| 71 楊梅端     | 五楊高架  |

| 交流道     | 連接道路                          |
| ---------- | --------------------------------- |
| 0 機場端   | 航站北路、航站南路                |
| 1 大園     | 市道110號                         |
| 5 大竹     | 台31線                            |
| 8 機場系統 | 中山高速公路 五楊高架（僅機場端） |
| 11 南桃園  | 大興西路                          |
| 18 大湳    | 市道110乙                         |

| 交流道  | 連接道路               |
| ------- | ---------------------- |
| 62 大溪 | 台3線 台66線 縣道112甲 |
| 68 龍潭 | 市道113乙              |

### 快速公路
桃園市境內共有2條台灣省道快速公路，分別為台61線（西部濱海快速公路）與台66線（東西向快速公路——觀音大溪線），共有27個交流道。
台61線又稱西部濱海快速公路，經過桃園市沿海的蘆竹、大園、觀音、新屋四鄉鎮。桃園地區主線已於2018年全線通車。
台66線屬東西向快速公路系統中的觀音大溪線，以西北-東南向貫穿桃園市西部，連接台61線、國道一號與國道三號。
| 交流道  | 連接道路               |
| ------- | ---------------------- |
| 24 蘆竹 | 台15線                 |
| 28 竹圍 | 台15甲線               |
| 30 沙崙 | 中油聯絡道、台15甲線   |
| 34 大園 | 市道110號、桃121線     |
| 40 草漯 | 桃35線、桃32線         |
| 44 桃科 | 桃科九路               |
| 48 觀音 | 台66線、大潭發電廠道路 |
| 54 永安 | 市道114號              |

| 交流道           | 連接道路                                   |
| ---------------- | ------------------------------------------ |
| 0 觀音           | 台61線、大潭發電廠道路                     |
| 1 小飯壢平交路口 | 台15線                                     |
| 2 黃厝平交路口   | 桃89線                                     |
| 2.5 黃厝平交路口 | 桃94線                                     |
| 5 觀音一         | 市道115號                                  |
| 7 樹仔腳平交路口 | 桃84線                                     |
| 9 富練橋平交路口 | 桃82線                                     |
| 10 新屋          | 市道114號                                  |
| 13 新屋一        | 台31線、桃79線、桃81線                     |
| 15 高榮新榮      | 桃102線                                    |
| 18 平鎮系統      | 國道一號                                   |
| 19 平鎮一        | 台1線                                      |
| 20 平鎮二        | 市道103號                                  |
| 23 平鎮三        | 市道103甲線                                |
| 27 大溪端        | 市道112甲線、市道112號、 · 國道三號、台3線 |

### 省道
若不包含支線，桃園市境內共有6條省道，分別為台1線、台3線、台4線、台7線、台15線及台31線，並有支線台1甲線、台3乙線、台7乙線、台15甲線。
台1線為貫通桃園市的主要幹道，路線與國道一號、台鐵縱貫線大致相同，經過了桃園、中壢、楊梅等主要大城市，支線台1甲線則為通往桃園區市區之重要道路。台3線的路線則與國道三號接近，經過了大溪、龍潭市區，另有支線台3乙線，為石門水庫重要聯外道路之一。
台4線全線均在桃園市境內，由大園區竹圍里起貫穿北桃園的蘆竹、桃園、八德等城鎮，沿線人口密集，商家林立。台7線北起大溪，經復興區山區並可通往宜蘭，北部橫貫公路即屬於台7線的一部分，沿線觀光資源豐富，支線台7乙線可前往新北市三峽區。台15線則經過了桃園市的濱海地區，支線台15甲線為台15線與台61線西濱快速公路的聯絡道，台31線為沿台灣高鐵高架橋下兩側用地闢建之新路，為縱貫桃園市西半部的交通幹道。

### 市道
不含支線，桃園市現有市道9條，分別為市道105線、市道108線、市道110線、市道112線、市道113線、市道114線、市道115線、市道116線及市道118線，另有6條支線即市道110甲、市道110乙、市道112甲、市道113甲、市道113乙及市道113丙。

### 區道
桃園市有區道共計127條，全市各區內均有區道分佈。

### 橋樑與隧道
桃園市腹地廣大，地形複雜，擁有眾多的橋樑及隧道。

## 航空

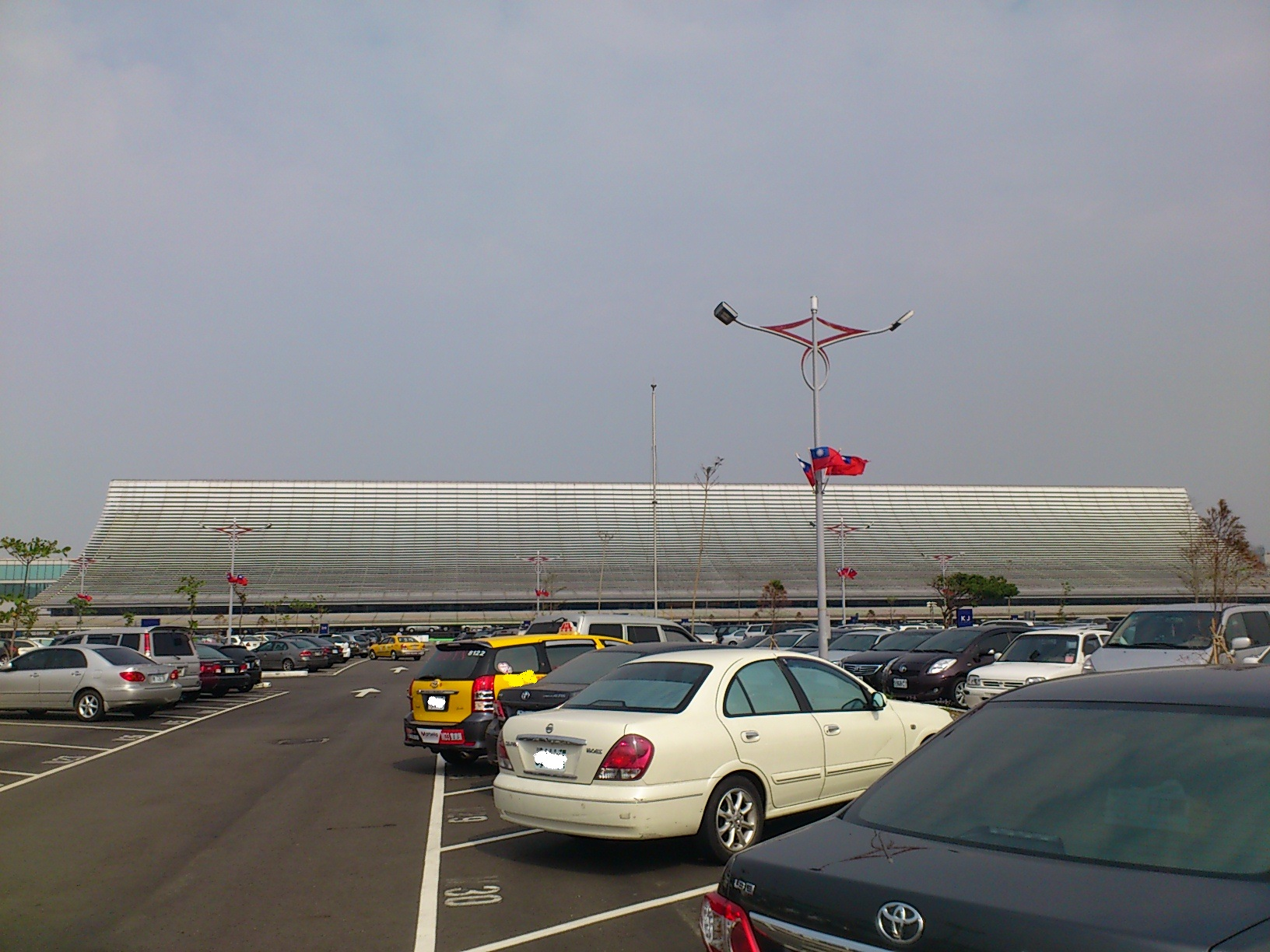
桃園國際機場一期航廈

臺灣桃園國際機場，簡稱桃園機場、桃園國際機場，位於桃園市大園區，為全國最大、最繁忙的機場。是北台灣的聯外國際機場、以及台灣主要的國際客運出入吞吐地。桃園機場落成於1979年，為臺灣十大建設之一，現共有兩個航廈、兩個主跑道，正在建設第三航廈，並規劃第三跑道。順帶一提，臺灣桃園國際機場是臺灣目前唯一一個特等航空站。
- 其他（已廢止或移用）

桃園曾有懷生機場、龍岡機場及大園機場三座軍用機場，現均已廢除。另在龍潭陸軍基地有一輕航機機場，由601旅使用。

## 水運

### 河運

#### 淡水河
淡水河由於流量穩定，曾為臺灣少數具有航運功能的河川。早年淡水河及其支流的舟楫之利，使得許多沿岸聚落因此得以發展，如艋舺、大稻埕、新莊等。不過到了19世紀末期，淡水河航道逐漸淤塞，沿岸聚落也因此沒落。現在的淡水河已幾無航運功能，僅有昔日的幾個渡口留存至今。

## 客運運輸
桃園市近年來發展迅速，具有龐大的通勤人口，及機場運輸，因此，許多客運業者皆在桃園市設置一定數量的車站。

### 國光客運
國光客運在桃園市設置有七座車站，超過其他設有據點的台北市、新北市、台中市、台南市、高雄市、新竹市、屏東市、宜蘭市、宜蘭縣、屏東縣、嘉義市、雲林縣、彰化縣、彰化市、南投縣、南投市、苗栗縣、苗栗市、新竹縣，為全國之冠。

### 統聯客運
統聯客運在桃園市設置有六座車站，超過其他設有據點的台北市、新北市、新竹縣、新竹市、苗栗縣、南投縣、南投市嘉義市、嘉義縣、屏東縣，與高雄市併列全國第六名。

### 和欣客運
和欣客運在桃園市設置有五座車站，超過其他設有據點的基隆市、新北市、台北市、台中市、彰化縣、嘉義市，僅次於高雄市及台南市，為全國第三名。

### 日統客運
日統客運在桃園市設置有一座車站，僅次於新北市、雲林縣、嘉義縣，與其他設有據點的台北市、彰化縣、嘉義市併列全國第四名，原有桃園、中壢下車處已裁撤,僅剩林口站（位於龜山區）。

### 阿羅哈客運
和欣客運在桃園市設置有兩座車站，超過其他設有據點的台北市、新竹市、雲林縣、嘉義縣，僅次於高雄市，與新北市、台中市、嘉義市並列全國第二名。

## 公共自行車
桃園市公共自行車租賃系統（YouBike）由桃園市政府交通局負責，在2014年底完成規劃，並採取分期建構方式。主要設置地點包括捷運沿線車站、公共運輸場站（火車站、高鐵站、客運轉運站）、公共開放空間（機關、廣場、公有平面停車場、大型賣場、百貨業）及公園綠地（包括南崁溪、老街溪沿岸親水公園）。

## 資料來源
1. ↑  . 自由時報. 2014-02-12. （原始内容存档于2015-07-23）.。
2. ↑  .   [2014-09-25]. （原始内容存档于2014-09-13）.
3. ↑  . 聯合新聞網. 2014-07-22  [2014-09-25]. （原始内容存档于2014-10-06）.